# Rhorus longicornis
Rhorus longicornis là một loài tò vò trong họ Ichneumonidae.